# Actinophryidae
Famille
Les Actinophryidae sont une famille d'algues de l'embranchement des Ochrophyta  de la classe des Raphidophyceae et de l’ordre des  Actinophryida.

## Étymologie
Le nom vient du genre type Actinophrys, dérivé du grec ακτινο / aktino, «  lancer des rayons », et οφρύς / ophrýs, « cil ; sourcil », en référence à « la disposition rayonnante de leurs expansions ou cils ».

## Liste des genres
Selon AlgaeBase (3 mars 2022) :
- Actinophrys Ehrenberg, 1832